# 이상화 (과학철학)
과학철학에서 이상화는 엄연히 거짓이지만 이해하거나 해결하기 쉽도록 해주는 사실들을 가정하여 과학적 모형을 정립하는 과정이다. 즉, 먼저 현상이 "이상적인 경우"와 근접하는지를 판별한 다음, 이상적인 경우를 토대로 현상을 예측하는 과정이다.
만약 근사가 정확하면 모델은 높은 예측력을 가지게 된다. 예를 들어, 자유낙하하는 볼링공의 가속도를 구할 때 공기 저항은 필수적인 고려 사항이 아니며, 이를 고려할 경우 문제는 훨씬 복잡해진다. 이 경우, 공기 저항은 0으로 이상화된다. 비록 이런 접근이 엄밀한 관점에서 참이 아닐지라도, 공기 저항에 의한 효과는 중력과 비교하면 무시할 수 있으므로 충분히 좋은 근사라고 할 수 있다.
이상화 과정은 다른 어느 방법으로도 해내지 못한 예측도 할 수 있게 해준다. 예를 들어, 스토크스의 법칙이 정립되어서 항력을 구할 수 있기 전까지는 물체의 가속도에 공기 저항에 의한 영향이 없다고 가정하는 방법만이 가능했다. 특정 모형에 대한 유용성을 둘러싼 토론들은 서로 다른 이상화에 대한 적절함에 대한 내용이다.

## 초기
갈릴레오는 자유 낙하 법칙을 공식화하기 위해 이상화의 개념을 활용했다. 갈릴레오는 움직이는 물체에 대한 연구에서 마찰이 없는 표면과 완전한 곡면을 가정한 실험을 설정했다. 평범한 물체의 울퉁불퉁함은 수학적 본질을 흐리게 할 가능성이 있으며, 이상화는 이러한 경향에 맞서 싸우는 데 사용된다.
갈릴레오의 실험에서 이상화의 가장 잘 알려진 예는 그의 운동에 대한 분석이다. 갈릴레오는 완벽하게 둥글고 부드럽게 볼을 완벽하게 부드러운 수평 평면을 따라 굴러간다면, 공이 멈출 이유가 전혀 없다고 예측했다(사실 굴러가기 위해서는 마찰력을 필요로 하므로 굴러간다기보다도 미끄러진다고 봐야 한다.). 이 가설은 공기 저항이 없다는 가정 하에 구성되었다.

## 다른 예

### 수학
기하학은 이상적인 객체와 모양에 대한 연구이기 때문에 이상화 과정을 포함한다. 완벽한 원, 구, 직선과 각도는 우리가 세계를 생각하고 조사하는데 도움을 주는 추상적인 개념이다.

### 과학
물리학에서 이상화를 사용하는 대표적인 예로 보일의 법칙이 있다. 임의의 x 및 임의의 y가 주어지면 y의 모든 분자가 완벽하게 탄성이고 구형이고 동일한 질량과 부피를 가지며 무시할 수 있는 크기를 가지며 하나에 힘을 가하지 않는다. 충돌 중을 제외하고 x가 기체이고 y가 다양한 크기의 용기에 갇힌 x의 주어진 질량이고 y의 온도가 일정하게 유지되는 경우 y의 부피가 감소하면 y의 압력이 증가한다. 그 반대도 마찬가지다.
물리학에서 사람들은 종종 마찰이 없는 뉴턴역학을 다룬다. 우리는 마찰력이 실제 세계에 존재하고 있음을 알고 있음에도, 마찰이 없는 뉴턴역학은 실제 세계에서 마찰력을 무시할 수 있는 상황에 대한 직관을 준다.

### 사회 과학
"Poznań 학파"(폴란드)에서는 카를 마르크스가 사회 과학에서 이상화를 활용했다고 주장해 왔다(Leszek Nowak 의 저작). 이와 비슷하게, 경제 모델에서 개인은 최대한 합리적인 선택을 한다고 가정한다. 이 가정은 실제 상황과는 맞지 않는 것으로 알려져 있지만 종종 인간 집단의 행동에 대한 통찰력으로 이어질 수 있다.
심리학에서 이상화는 다른 사람을 증거에 의해 나타나는 모습보다 더 낫다고(또는 더 바람직한 속성을 갖고 있다고) 지각하는 방어 기제를 나타낸다. 이는 때때로 자녀 양육권 분쟁에서 발생한다. 편부모의 자녀는 양육권 빼앗기거나 포기한 쪽의 부모를 두고 완벽한 부모의 특징을 가진 모습으로 묘사(이상화)한다. 따라서 없던 쪽의 부모를 만나면 그 아이는 잠시 동안 행복할 수 있지만, 그 부모가 실제로 이전의 다른 한쪽 부모보다도 양육, 지원 및 보호에 소홀하다는 사실을 알게 되면 나중에 실망하고 만다.
자연과학과 사회과학 분야에서 이상화라는 개념을 제시한 주목할만한 제안자로 경제학자 밀턴 프리드먼이 있다. 그의 관점에서, 모든 경험적 이론을 평가하는 표준화된 방법은 바로 이론이 제시하는 예측의 정확성이다. 이러한 관점은 사회과학을 포함한 모든 과학에 있어서 도구주의적 관점으로 분류된다. 이러한 관점에 따라, 그는 만약 이론의 가정이 현실적이지 않다는 가정을 찾아내면, 현실에 대한 부정확한 설명 때문에 경험적 이론을 포기해야 한다는 비판에 반대한다. 프리드먼은 이러한 비판이 잘못된 것이라고 주장한다. 왜냐하면 경험적 이론은 이론이 설명하고자 하는 현상의 각 사례가 가지는 특정 세부사항에서만 추상화하므로 경험적 이론은 필연적으로 비현실적일 수 밖에 없기 때문이다. 이러한 논의는 곧 "정말로 중요하고 의미있는 가설들은 현실을 상당히 부정확하게 서술한 표현인 가정을 포함하고 있음이 밝혀질 것이며, 일반적으로 (이러한 의미에서) 이론이 더욱 의미있을수록, 가정은 비현실적이게 된다."라는 가정에 봉착한다. 이러한 관점에서 그는 신고전파적 실증경제학의 가정들을 자연과학이 적용했던 이상화와 크게 다르지 않은 것으로 보며, 떨어지는 물체를 마치 진공 속에 떨어지는 것처럼 취급하는 행위와 기업을 기대 수익을 극대화하려는 합리적인 행위자라고 취급하는 행위를 대응시킨다.
경험적 이론을 그들의 예측 성공 여부에 따라 판단하는 이러한 도구주의적 개념에 반대하여, 사회 이론가 존 엘스터는 사회과학에서의 설명은 '블랙박스를 열 때', 즉 설명이 독립 변수에서 종속 변수로 이어지는 일련의 사건들을 지정할 때 더욱 확실하다고 주장했다. 엘스터는 이 사슬이 더 상세할수록 사슬에 대한 설명이 독립 변수와 종속 변수를 모두 설명하는 숨겨진 변수를 빼놓을 가능성이 적어진다고 주장한다. 이와 관련하여 그는 또한 사회과학적 설명이 인과적 메커니즘에 의해 공식화되어야 한다고 주장한다. 그는 이를 "일반적으로 알려지지 않은 조건이나 불확실한 결과로 유발되는 자주 발생하고 쉽게 인식할 수 있는 인과적 패턴"으로 정의한다. 이러한 견해차는 합리적 선택 이론, 특히 프리드먼과 엘스터 사이에 대한 불일치를 보여준다. 엘스터의 분석에 따르면 프리드먼의 경험적 이론의 가정을 비현실적이라고 비판하는 것은 잘못된 것이라는 주장은 타당하지만, 이를 근거로 사회과학(특히 경제학)에서 합리적 선택이론의 가치를 옹호하는 것은 잘못이다. 엘스터는 이것이 사실인 이유에 대해 두 가지 이유를 제시하였다. 첫째, 합리적 선택 이론은 “초합리적 행위자가 의도적으로 계산할 수 있었던 것과 동일한 결과를 비의도적으로 초래하는 메커니즘”, “합리성을 시뮬레이션하는 메커니즘”을 설명하지 않기 때문이며,  둘째, 합리적 선택 이론을 기반으로 한 설명은 정확한 예측을 제공하지 않기 때문에 특정 경우(엘스터에 따르면, 예시로 양자역학이 있다.)는 부정확한 예측을 하는 이론을 두고 사실일 가능성이 있다고 확신시키기에 충분하기 때문이다. 따라서 엘스터는 합리적 선택 이론의 "~ 처럼"에 대한 가정이 어떤 사회적 또는 정치적 현상을 설명하는 데 도움이 되는지 의문을 가진다.
마이클 와인버그는 모델과 이상화에 대한 철학적 성찰의 관점과 관련된 질문을 조사했다. 그의 주장에 따르면, 우리는 과학적 이상화에 대한 분류로 갈릴레이 이상화, 미니멀리즘 이상화, 그리고 다중 모델 이상화라는 세 가지 분류를 들 수 있다고 하였다. 그의 관점에서 갈릴레이의 이상화는 "모델을 수학적으로 또는 계산적으로 다루기 쉽게 만들기 위해 단순화를 목적으로 모델에 왜곡을 도입하는 것"이 중요한 반면, 미니멀리즘 이상화는 "현상을 일으키는 요인이 되는 핵심 인과 관계만 포함하는 모델에 대해 구성하고 연구하는 방법”이라고 설명했다. 미니멀리즘 이상화와 다소 유사한 다중 모델 이상화는 Weisberg의 정의에 따르면 "관련되어 있지만 공존할 수 없는 여러 모델을 구축하는 방법으로, 현상의 요인이 되는 자연과 인과 구조에 대해 각자 독특한 설명을 하는 방법"으로 정의한다. 또한 이러한 종류의 이상화는 '표준적인 이상'에 의해 구분될 수 있으며, 이에 대해 Weisberg는 "모델에 포함될 요소를 규제하고 이론가가 모델을 평가하는 데 사용하는 표준을 설정하며, 이론적 탐구의 방향을 안내한다”고 보았다. Friedman과 Elster 사이의 논쟁은 '극대화'의 표현적 이상과 관련 있으며, 이에 따르면 모델 구축자는 최대 예측 정확도만을 목표로 한다. Weisberg는 이러한 이상만이 "블랙박스 모델을 가능하게 한다"고 주장한다. 게다가, 그의 관점에서, 그리고 낙하하는 물체의 법칙에 대한 프리드먼의 논의가 시사하는 것과는 반대로, 갈릴레이 이상화는 '극대화'가 아니라 오히려, '완전성' — 즉, 주어진 현상에 대한 완전한 설명을 제공한다고 보았다. 추가적으로 Weisberg는 '극대화'의 이상이 과학 연구를 지도한다는 원칙을 만족시키지 못한다는 점을 발견한다. 왜냐하면 이러한 이상은 더욱 나은 예측에 대해서만 조언함으로서 Weisberg가 과학 사업의 중심 부분으로 보는 부분을 무시하기 때문이다. "과학자들은 시스템이 미래에 어떻게 행동할지 알고 싶어하고, 왜 그렇게 행동하는지에 대한 설명도 원한다"고 설명한다.

철학자 콰메 앤서니 아피아는 과학과 인문학 전반에 걸쳐 예측 이외의 목적을 위해 보다 광범위하게 "~ 처럼" 이상화가 지니는 가치를 옹호했다. 요컨대, 그는 그러한 이상화가 그 현상에 대한 잘못된 주장을 포함하더라도 주어진 현상에 대한 우리의 이해를 도울 수 있다고 주장한다. In support of this contention he draws on the thought of Daniel Dennett,in particular his notion, elaborated in The Intentional Stance, that viewing a system as if it were an intentional agent can better our predictions of that system's behaviour and, moreover, bring to our attention patterns in its behaviour that we would otherwise not notice. But Appiah goes further than this, contending that as-if idealization is an essential feature of several modes of thought. Here, his principal intellectual guide is Hans Vaihinger, whose philosophy he describes in the following way: “[his thought] regards questions concerning our everyday thinking about the world as continuous with our scientific thinking: [b]oth aim, he says, at controlling reality, and both can leave things out in order to make it practicable to represent the world we want to control.” To illustrate his own claims, Appiah describes how the schematic McCulloch-Pitts neuron yielded insights regarding neurophysiology as well as computer science: “a highly idealized model of the brain acquir[ed] independent utility because its simplifying idealizations ended up providing techniques for mimicking the functions rather than the material substrate of the mind.” With respect to social science in particular, Appiah analyses the conception of rationality within rational-choice theory and arrives at the conclusion that this conception assumes perfect computational ability — that is, the ability to process information without error — but is not for that reason useless or inapplicable to the study of human phenomena. In his words:
No actual agents are computationally perfect, but the states that determine their actual behavior can still be characterized by how they would manifest themselves, given computational perfection. Analogously, the actual velocities of real gas molecules, which explain their less-than-ideal actual behavior, may nevertheless be characterized as the velocities that would, if only gas molecules were perfectly inelastic point masses, produce the ideal gas laws predicted by the simplest version of the kinetic theory of gases. (pp.84-85)

## 개념의 한계
이상화는 특정 과학 분야에서 광범위하게 사용되지만 다른 분야에서는 거부되었다. 예를 들어, 에드문트 후설은 이상화의 중요성을 인식했으나, 정신 현상은 이상화로 나아가지 않는다고 주장하면서 정신 연구에 대한 이상화의 적용에 반대했다.
이상화는 현대 과학의 필수 요소 중 하나로 간주되지만, 그럼에도 불구하고 과학 철학문헌에서는 끊임없는 논쟁의 원천이다. 예를 들어, Nancy Cartwright는 갈릴레이의 이상화는 자연의 경향이나 능력을 전제로 하고 이것이 이상적인 상황을 넘어서는 외삽을 가능케 한다고 주장하였다.
갈릴레오의 이상화 방법이 현실 세계에서 개인이나 사물의 행동을 설명하는 데 어떻게 도움이 되는지에 대한 지속적인 철학적 고심이 있다. 이상화를 통해 생성된 법칙(예: 이상기체 법칙)은 이상적인 물체의 거동만을 설명하기 때문에 이러한 법칙은 상당한 수의 요인이 물리적으로 제거되었거나(예: 차폐 조건에 의해) 무시되었을 때의 실제 물체의 거동에 대해서만 예측할 수 있다. 제거되거나 무시된 요소를 설명하는 법률은 일반적으로 더 복잡하고 어떤 경우에는 아직 개발되지 않았다.

## 참고 문헌
1. ↑  About the Poznań School, see F. Coniglione, Realtà ed astrazione. Scuola polacca ed epistemologia post-positivista, Catania:CUECM 1990
2. ↑  B. Hamminga, N.B. De Marchi (Eds.), Idealization VI: Idealization in Economics, Poznań Studies in the Philosophy of the Sciences and the Humanities, Vol. 38, Rodopi:Atlanta-Amsterdam 1994
3. ↑  Friedman, Milton (1953). 〈The Methodology of Positive Economics〉. 《Essays in Positive Economics》. Chicago: University of Chicago Press. 14쪽.
4. ↑  Friedman, Milton (1953). 〈The Methodology of Positive Economics〉. 《Essays in Positive Economics》. Chicago: University of Chicago Press. 18, 21–22쪽.
5. ↑  Elster, Jon (2015). 《Explaining Social Behavior: More Nuts and Bolts for the Social Sciences》. Cambridge: Cambridge University Press. 23–25쪽.
6. ↑  Elster, Jon (2015). 《Explaining Social Behavior: More Nuts and Bolts for the Social Sciences》. Cambridge: Cambridge University Press. 26쪽.
7. 1 2  Elster, Jon (2015). 《Explaining Social Behavior: More Nuts and Bolts for the Social Sciences》. Cambridge: Cambridge University Press. 18쪽.
8. ↑  Weisberg, Michael (2012). 《Simulation and Similarity: Using models to understand the world》. Oxford: Oxford University Press. 99–100쪽.
9. ↑  Weisberg, Michael (2012). 《Simulation and Similarity: Using models to understand the world》. Oxford: Oxford University Press. 103쪽.
10. ↑  Weisberg, Michael (2012). 《Simulation and Similarity: Using models to understand the world》. Oxford: Oxford University Press. 105쪽.
11. 1 2  Weisberg, Michael (2012). 《Simulation and Similarity: Using models to understand the world》. Oxford: Oxford University Press. 109쪽.
12. ↑  Weisberg, Michael (2012). 《Simulation and Similarity: Using models to understand the world》. Oxford: Oxford University Press. 111쪽.
13. ↑  Weisberg, Michael (2012). 《Simulation and Similarity: Using models to understand the world》. Oxford: Oxford University Press. 106쪽.
14. ↑  Appiah, Kwame Anthony (2017). 《As If: Idealization and Ideals》. Cambridge, MA: Harvard University Press. passim쪽.
15. ↑  Appiah, Kwame Anthony (2017). 《As If: Idealization and Ideals》. Cambridge, MA: Harvard University Press. 34–43쪽.
16. ↑  Appiah, Kwame Anthony (2017). 《As If: Idealization and Ideals》. Cambridge, MA: Harvard University Press. 22쪽.
17. ↑  Appiah, Kwame Anthony (2017). 《As If: Idealization and Ideals》. Cambridge, MA: Harvard University Press. 34쪽.
18. 1 2  Chuang Liu (2004), “Laws and Models in a Theory of Idealization”, 《Synthese》 138 (3): 363–385, CiteSeerX 10.1.1.681.4412, doi:10.1023/b:synt.0000016425.36070.37
19. ↑  Klawiter A (2004). Why did Husserl not become the Galileo of the Science of Consciousness? 보관됨 2017-05-20 - 웨이백 머신.
20. ↑  Cartwright N (1994) Nature's capacities and their measurement.[깨진 링크(과거 내용 찾기)] pp. 186–191.

## 추가 문건
- William F, Barr, A Pragmatic Analysis of Idealization in Physics, Philosophy of Science, Vol. 41, No. 1, pg 48, Mar. 1974.
- Krzysztof Brzechczyn, (ed.), Idealization XIII: Modeling in History, Amsterdam-New York: Rodopi, 2009.
- Nancy Cartwright, How the Laws of Physics Lie, Clarendon Press:Oxford 1983
- Francesco Coniglione, Between Abstraction and Idealization: Scientific Practice and Philosophical Awareness, in F. Coniglione, R. Poli and R. Rollinger (Eds.), Idealization XI: Historical Studies on Abstraction, Atlanta-Amsterdam:Rodopi 2004, pp. 59–110.
- Craig Dilworth, The Metaphysics of Science: An Account of Modern Science in Terms of Principles, Laws and Theories, Springer:Dordrecht 2007 (2a ed.)
- Andrzej Klawiter, Why Did Husserl Not Become the Galileo of the Science of Consciousness?, in F. Coniglione, R. Poli and R. Rollinger, (Eds.), Idealization XI: Historical Studies on Abstraction, Poznań Studies in the Philosophy of the Sciences and the Humanities, Vol. 82, Rodopi:Atlanta-Amsterdam 2004, pp. 253–271.
- Mansoor Niaz, The Role of Idealization in Science and Its Implications for Science Education, Journal of Science Education and Technology, Vol. 8, No. 2, 1999, pp. 145–150.
- Leszek Nowak, The Structure of Idealization. Towards a Systematic Interpretation of the Marxian Idea of Science, Dordrecht:Reidel 1980
- Leszek Nowak and Izabella Nowakowa, Idealization X: The Richness of Idealization, Amsterdam / Atlanta: Rodopi 2000.